# 사다리 전술
사다리 전술 혹은 사다리 전법은 북한 축구 국가대표팀이 1966년 잉글랜드 월드컵에서 사다리 모양의 포메이션에 기반한 축구 전술로 알려져 있다.
국내에서는 이탈리아전 사진 때문에 당시 북한 선수 여러명이 일렬로 선 뒤 시간 차로 점프 혹은 여러 명이 일렬로 선 다음 럭비 풋볼의 라인아웃 리프팅과 흡사하게 앞 선수의 허리를 잡아 올려주면서 공중볼을 따내는 기술에 기반한 전술로 잘못 알려져 있다. 

## 오해
1974년 동아일보 기사에서 북한 축구 국가대표팀의 1966년 잉글랜드 월드컵을 조명하면서 사다리라는 용어가 처음 등장하는데 대략 포메이션에 기반한 축구 전술로 보인다.
한봉진은 내닫기를 계속했고 박두익은 사다리의 축을 이루며

북한의 사다리는 두개의 페널티킥을 당한 심리적 동요에 시달렸으며

세째 주력을 잃어 사다리공격의 체인이 끊긴데다

즉 1970년대까지만 해도 북한 선수 여러명이 일렬로 선 뒤 시간 차로 점프 혹은 여러 명이 일렬로 선 다음 럭비 풋볼의 라인아웃 리프팅과 흡사하게 앞 선수의 허리를 잡아 올려주면서 공중볼을 따내는 기술에 기반한 전술로 잘못 알려져 있지 않았었고 사다리와 비슷한 포메이션에 기반한 전술로 설명되고 있었다.
그러나 그 후 1980년대부터 1966년 FIFA 월드컵 북한과 이탈리아 경기의 사진이 국내에 알려지면서 당시 신장이 열세이던 북한 선수들이 동료 선수의 허리를 잡아 올려주면서 흡사 사다리를 만들어 공중볼을 따내거나 헤더를 하기 때문에 사다리 전법 혹은 사다리 헤딩, 사다리 작전 등으로 언론과 방송에서 기정사실화되었다.
한편 당시 경기 영상에 이 장면이 나오지 않기 때문에 실제로 북한 선수들이 경기에서 위와같은 기술로 공중볼을 따냈는지 확인은 안 되고 있지만 상식적으로 코너킥 등 정지된 세트피스 상황일지라도 공이 날라오는 그 순간에 타이밍을 맞추어 동료 선수의 허리를 잡아 올려서 공중볼을 따내는 기술은 실전에서 사용하기 어렵기 때문에 
북한 대표팀이 당시 경기에서 이 기술을 사용했는지는 회의적이며 단순히 공 주위에 여러 선수가 밀집해 있다가 찍힌 것으로 즉 헤더 하는 선수의 허리를 잡고 올려주는 장면은 착시 현상일 가능성도 배제할 수 없다.
한편 북한이 1966년 잉글랜드 월드컵에서 동료 선수들의 허리를 붙잡고 올리면서 공중볼을 따내면서 FIFA가 축구 경기 규칙(Law of the Game) 12조 파울과 불법행위 조항에서 이런 행위를 금지하는 방향으로 규칙을 개정했다는 기사가 국내에 보도된 적 있지만 이는 사실이 아니라고 한다.

## 실제
사다리 전술에 대해 문전으로 쇄도한 공격수 다섯명이 순식간에 사다리꼴로 한 일(一)자 대형으로 올라서면서 수비진을 교란시킨 뒤 갑자기 한 선수가 머리나 발에서 슛을 날리는 전법 혹은 일자 공격, 일자 수비로 2열 횡대로 펼치는 전술을 말한다. 즉 골키퍼를 뺀 10명의 선수를 공격수 5명, 수비수 5명으로 나눠 5-5, 4-6 포메이션처럼 미드필더없이 공격수와 수비수만 두는 형태이다. 공격수는 공격만 하고, 수비수는 수비만하는 극단적인 전술 위와 같은 설명이 있지만 당시 경기 영상으로 확인하기 전에는 좀 더 검증이 필요해 보인다.
하지만 미드필더가 없다는 고질적인 문제로 인해 이후에는 사장된 포메이션이다. 당장 이 월드컵에서 조선민주주의인민공화국은 포르투갈을 상대로 3-0으로 앞섰으나 이 전법을 간파한 포르투갈 선수들이 이 전법을 파훼해서 5-3으로 역전승을 거두었다.
한편 사다리 전술이 동료 선수들의 허리를 붙잡고 올라가서 공중볼을 따내는 기술에 기반한 전술이던 사다리 모양의 포메이션에 기반한 축구 전술이던 이 전술이 당시에 센세이션널 했다면 세계 축구사에 기록이 되어 외국에서도 자료가 많아야 할텐데 거의 없는 것으로 보아 사다리 전술 혹은 사다리 전법은 국내에서만 통용되는 것으로 보인다.

## 참고 자료
- 풋볼리즘 북한 66월드컵 8강 비화
- 1966년 월드컵, 북한 축구 ‘사다리 전법’은 어디에서 유래했나